# Spyridon Samaras
Spirydon Samaras (gr. Σπυρίδων Σαμάρας, ital. Spiro Samara), grški operni skladatelj, * 29. november 1861, Krf, Grčija, † 7. april 1917, Atene, Grčija.

## Življenje
Glasbo je študiral na atenskem glasbenem konservatoriju, od leta 1882 pa pri Julesu Massenetu na pariškem glasbenem konservatoriju. Po treh letih je odšel v Italijo, kjer je hitro postal priznan operni skladatelj. V Grčijo se je vrnil šele leta 1911, kjer je prevzel vodenje atenskega konservatorija.

## Dela
Samaras je za prve olimpijske igre moderne dobe v Atenah leta 1896 uglasbil besedilo grškega pesnika Kostisa Palamasa Olimpijska himna (gr. Ολυμπιακός Ύμνος).

### Opere (izbor)
- Flora mirabilis, opera v treh dejanjih, Teatro alla Scala, Milan, 1886.
- Medge, opera v štirih dejanjih, , Teatro Constanzi, Rim, 1888.
- Lionella, opera v treh dejanjih, Teatro alla Scala, Milan, 1891.
- La martire, opera v treh dejanjih, Teatro Lirico Internazionale, Milan, 1894.
- La furia domata, opera v treh dejanjih, Teatro Lirico Internazionale, Milan, 1895.
- Zgodba o ljubezni ali La biondinetta, opera v treh dejanjih, Teatro Lirico Internazionale, Milan, 1903.
- Rhea, opera v treh dejanjih, Teatro Verdi, Firence, 1908.

### Operete
- Pólemos en polémo, 1914.
- I pringípissa tis Sassónos, 1915.
- I Kritikopoúla, 1916.